# Brunnby, Börje socken
Brunnby är en by i Börje socken, Uppsala kommun.
Byn omtalades första gången 1291 ('in Brunnby'), då Uppsala domkyrka ägde jord i byn. Kyrkby i Börje var Tiby, men prästgårdens jord fanns här i Brunnby. Redan 1316 upptas en landbonde på jord tillhörig sockenkyrkan i Brunnby. 1497-1537 hade Uppsala domkyrka fyra lantbönder i byn. Inalles hade byn under 1500-talet 5 mantal. Tre av domkyrkans gårdar drogs 1559 in av Gustav Vasa, och ingick 1624 i den gustavianska donationen till Uppsala universitet.